# 牙買加-凡維克車站
牙買加-凡維克車站（英語：Jamaica–Van Wyck station，/vænˈwɪk/ van-WICK）是紐約地鐵IND阿徹大道線一個地鐵站，位於皇后區介乎大都會大道和89大道西側的凡維克快速公路，設有E線（任何時候停站）列車服務。

## 車站結構
| G  | 街道層             | 出入口                                                                              |
| B1 | 夾層               | 閘機、車站詢問處 （升降機位於89大道與凡維克快速公路南服務道路角落，鄰近牙買加醫院） |
| B2 | 上行               | 往世界貿易中心（平日日間克猶花園-聯合公路，其餘時間布里亞伍德）                     |
| B2 | 島式月台，左側開門 |                                                                                     |
| B2 | 下行               | 往牙買加中心（蘇特芬林蔭路）                                                        |

此地下車站設有一個島式月台和兩條軌道。1988年12月11日啟用，取代BMT牙買加線過去的大都會大道與皇后林蔭路車站。
車站以北，軌道通向IND皇后林蔭路線，視乎時間轉向至快車軌或慢車軌。

## 外部連結
- nycsubway.org—IND Queens Boulevard Line: Jamaica/Van Wyck
- Station Reporter — E Train
- The Subway Nut — Jamaica–Van Wyck Pictures （页面存档备份，存于）
- Metropolitan Avenue entrance from Google Maps Street View （页面存档备份，存于）
- 89th Avenue entrance from Google Maps Street View （页面存档备份，存于）
- Platform from Google Maps Street View